# Fabijoniškės
Fabijoniškės est un quartier de Vilnius assimilé à une unité administrative appelée seniūnija. Situé à la périphérie septentrionale de la capitale lituanienne, son urbanisation date de 1986. De par son architecture représentative du brutalisme soviétique, semblable à la ville ukrainienne de Prypiat, il a servi de décor à la mini-série Chernobyl, sortie par HBO en 2019.